# 山東建築大学
山東建築大学（Shandong Jianzhu University）とは中華人民共和国山東省済南市にある公立大学である。建築工学と土木を中心に専攻を設置する理工系大学であり、理系教育に力を入れつつ、文系専攻も一定数ある。学部と大学院課程を提供する。

## リンク
- 山东建筑大学公式サイト アーカイブ 2015年4月20日 - ウェイバックマシン